# Cemitério de Buceo
Cemitério de Buceo (em castelhano:  Cementerio del Buceo) é um dos mais conhecidos cemitérios de Montevidéu, Uruguai, localizado no bairro de Buceo. Foi fundado em 1872.
Situado de frente para o mar, está rodeado pela Rambla de Montevideo, o Bulevar José Batlle y Ordóñez, a Avenida General Fructuoso Rivera e a avenida Tomás Basáñez. Esta última o separa do Cemitério Britânico de Montevidéu.

## Sepultamentos
Algumas das personalidades sepultadas são:
- Francisco Piria (1847-1933), empresário e alquimista, fundador de Piriápolis
- Ramón V. Benzano (1847-1932), Intendente de Montevideo, político colorado
- Leonor Mouliá de Benzano, mulher de Ramón V. Benzano
- Martín Acosta y Lara (1925-2005), basquetebolista, medalhista olímpico em Helsinque 1952
- César Amaro (1948-2012), guitarrista
- German Barbato Intendente de Montevidéu em 2 períodos
- Amanda Berenguer (1921-2010), poetisa
- José Pedro Cea (1900-1970), futebolista, campeão mundial em 1930
- Hugo Cores (1937-2006), político da Frente Ampla
- Héctor Costa (1929-2010), basquetebolista
- Laura Daners (1967–2010), nadadora e jornalista
- Esteban Echeverría (1805-1851), poeta romântico argentino
- Juan José de Amézaga (1881-1956), Advogado, 28° Presidente Constitucional do Uruguai
- Celia Álvarez Mouliá de Amézaga (1881-1956), Primeira Dama do Uruguai entre 1943 e 1947
- Wilson Ferreira Aldunate (1919-1988), político nacionalista
- María Esther Gatti (1918-2010), maestra e ativista
- Alcides Ghiggia (1927-2015) futebolista, campeão mundial em 1950
- Juan Carlos González (1924–2010), futebolista
- Juana de Ibarbourou (1892–1979), poetisa
- Jorge Machiñena (1936-2007), político nacionalista
- Jorge Manicera (1938-2012), futebolista
- Roque Máspoli (1917-2004), futebolista, campeão mundial em 1950
- Óscar Míguez (1927-2006), futebolista, campeão mundial em 1950
- Julio Pérez (1926-2002), futebolista, campeão mundial em 1950
- Rafael Barradas (1890-1929), pintor
- Luisel Ramos (1984-2006), modelo
- Juan Pablo Rebella (1974-2006), cineasta
- José María Robaina Ansó (1921-1992), advogado e político cívico
- Juan Alberto Schiaffino (1925-2002), futebolista, campeão mundial em 1950
- Elena Zuasti (1935-2011), atriz
- Gonzalo «Gonchi» Rodríguez (1971 - 1999), automobilista
- Eleuterio Fernández Huidobro (1942 - 2016), Ministro de Defesa Nacional